# Hani Gorō

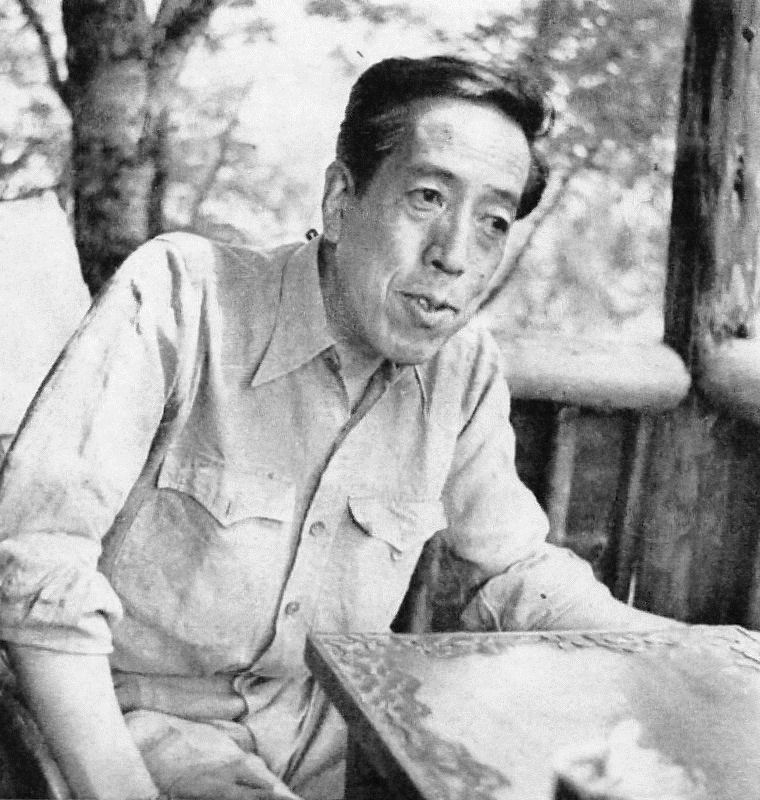
Hani Gorō

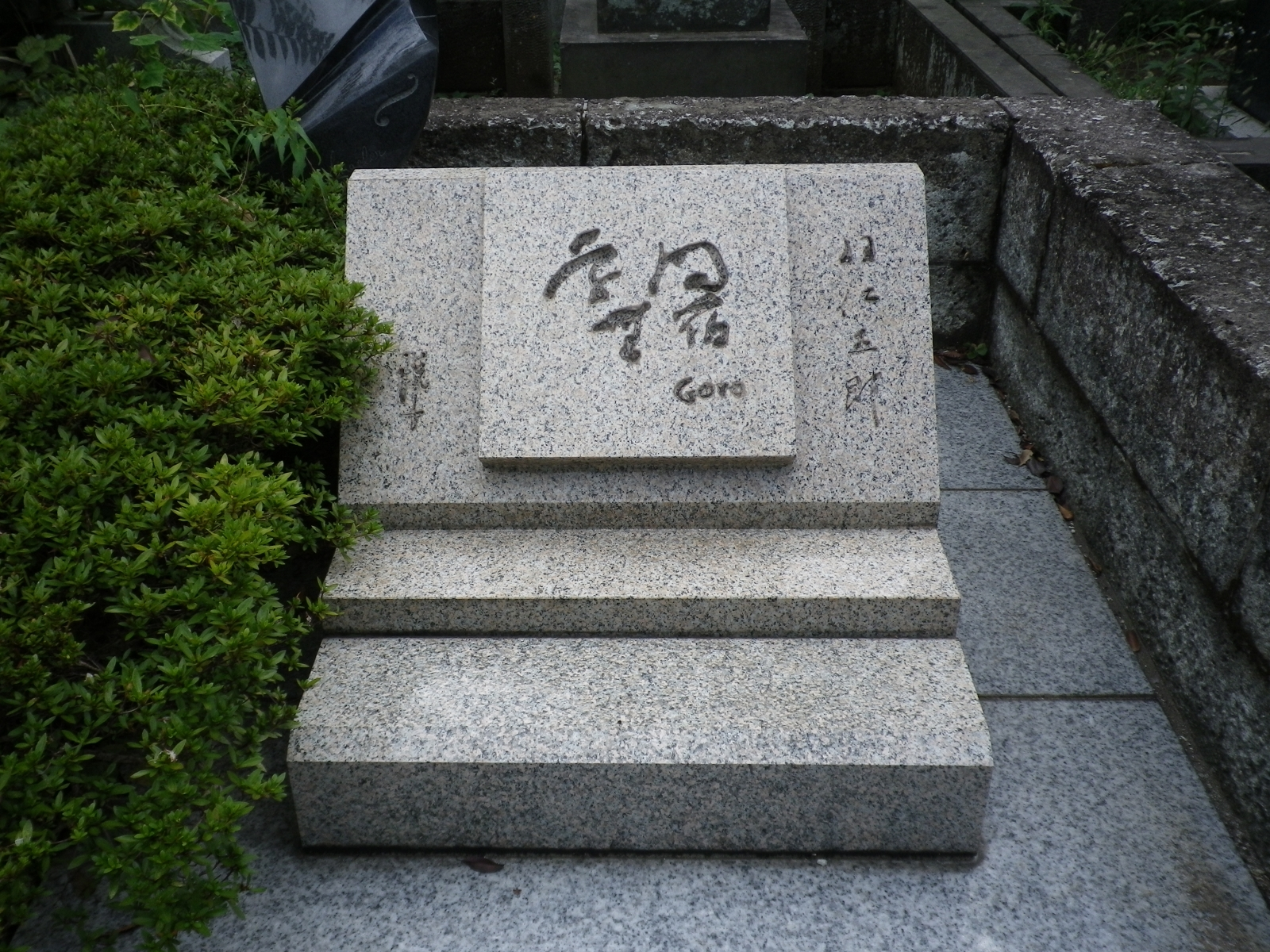
Hani Gorō Grab Friedhof Zōshigaya

Hani Gorō  (japanisch 羽仁五郎; geboren 29. März 1901 in Kiryū (Präfektur Gumma); gestorben 8. Juni 1983 in Tokio) war ein japanischer Historiker.

## Leben und Wirken
Hani Gorō wurde als fünfter Sohn von Mori Sōsaku (森 宗作), einem Textilfabrikanten in der Stadt Kiryū geboren. 1921 begann er ein Jura-Studium an der Universität Tokio, das er aber nach drei Monaten abbrach. 1922 ging er nach Deutschland und studierte unter Rickert Geschichtsphilosophie.
1924 Kehrte Hani nach Japan zurück und setzte sein Studium an der Universität fort, diesmal in der Abteilung für Nationalgeschichte, Fakultät für Literatur. 1926 heiratete er Hani Setsuko und nahm den Familiennamen „Hani“ an. Nach seinem Universitätsabschluss 1927 gründete er im folgenden Jahr mit Miki Kiyoshi die Zeitschrift „Shinkō kagaku no hata no moto ni“ (新興科学の旗のもとに) – „Unter dem Banner der revolutionären Wissenschaft“ und beteiligte sich 1929 an der Gründung des „Proletaria Science Institute“  (プロレタリア科学研究所) um die marxistische Geschichtstheorie zu etablieren.  Die Sammlungen von Artikeln wie „Tenkeiki no rekishigaku“ (転形期の歴史学) "Geschichte in der Transformationszeit" (1929) und „“ (歴史学批判序説) – „Einführung in die Geschichtskritik“ (1932) sind das Ergebnis dieser Bemühungen. Auf diese Weise war Hani der erste in Japan, der eine marxistische Geschichtstheorie entwickelte, ein System, das auf dem historischen Materialismus basiert.
Hani schrieb eine Reihe von Artikeln über die Meiji-Restauration als „Japanese Capitalist Development History Course“ (日本資本主義発達史講座, Nihon shihonshugi hattatsushi kōza), der ab Mai 1932 veröffentlicht wurde. Er veröffentlichte gleichzeitig „Formation of Capitalism in the Far East“ (東洋における資本主義の形成, Tōyō ni okeru shihon shugi no keisei) (1932) im „History Magazine“ (史学雑誌). In diesen Werken ordnete Hani die Meiji-Restauration in der Weltgeschichte ein: ihre treibende Kraft war der Kampf der Bauern und Bürger, aber sie blieb unvollendet, war keine demokratische Revolution.  Im September 1933 wurde er wegen des Verdachts der Verletzung des Friedenssicherungsgesetzes festgenommen, im Dezember aber aus der Haft entlassen. Er wurde jedoch im März 1945 erneut in Peking festgenommen und konnte erst nach der militärischen Niederlage im September das Gefängnis verlassen.
Nach dem Zweiten Weltkrieg entfaltete Hani vielfältige Aktivitäten als Zivilisationskritiker und Sozialaktivist. Bei den ersten Wahlen 1947  wurde er als unabhängiger Kandidat ins Unterhaus  des Reichstags gewählt und blieb Abgeordneter bis 1956, wobei er zum Aufbau der National Diet Library beitrug. Von 1949 bis 1952 war er Mitglied des „Science Council of Japan“ und Vorsitzender des „Ausschusses zur Gewährleistung der akademischen Gedankenfreiheit“ (学問思想の自由の保障の委員会, Gakumon shisōnojiyū no hoshō no iinkai).
Hanis Buch „Die Logik der Stadt“ (都市の論理, toshi no ronri) aus dem Jahr 1968 erschien zur Zeit der Studentenunruhen seit Ende der 1960er Jahre und hatte daher großen Einfluss auf die Studierenden.
Der Filmregisseur und Drehbuchautor Susumu Hani (geb. 1929) ist sein Sohn.